# Ole Stavad
Ole Stavad (ur. 1 czerwca 1949 w Ejersted) – duński polityk i bankowiec, działaczka Socialdemokraterne, deputowany do Folketingetu, w latach 1993–1994 oraz 1998–2001 minister.

## Życiorys
Kształcił się w szkołach handlowych, w 1973 ukończył Aalborg Handelsskole. Od 1973 pracował w sektorze bankowym, od 1979 jako menedżer w banku Nordea.
Zaangażował się w działalność polityczną w ramach socjaldemokratów. W 1980 po raz pierwszy objął mandat posła do Folketingetu. Reelekcję do duńskiego parlamentu uzyskiwał w wyborach w 1981, 1984, 1988, 1990, 1994, 1998, 2001 i 2005, zasiadając w nim do 2007. W latach 1995–2000 pełnił funkcję wiceprzewodniczącego Socialdemokraterne.
Od stycznia 1993 do listopada 1994 był ministrem do spraw podatków w gabinecie Poula Nyrupa Rasmussena. Ponownie pełnił tę funkcję od marca 1998 do grudnia 2000, następnie do listopada 2001 sprawował urząd ministra do spraw handlu i przemysłu. W 2006 zajmował stanowisko przewodniczącego Rady Nordyckiej. W 2010 został radnym i zastępcą burmistrza gminy Jammerbugt.

## Odznaczenia
- Medal Rady Bałtyckiej – 2006[3]